# Berliet VDCT
Unter der Typenbezeichnung Berliet VDCT wurden vom französischen Kraftfahrzeughersteller Berliet in Lyon 1936 bis 1937 ein mittlerer Hauben-Lkw hergestellt.

## Technik und Geschichte
Der Berliet VDCT erhielt seine allgemeine Betriebserlaubnis am 26. Februar 1937. Sein Vierzylinder-Ottomotor vom Typ MKT war steuerlich mit 16 CV eingestuft, weshalb er auch als Berliet VDCT16 bezeichnet wurde. Die effektive Leistung von 61 PS entwickelte der Motor bei 2200/min. Von den bis dahin gebauten 3,5-Tonnern (Berliet VDB, VDC, VDCB) war das Fahrzeug neben einigen Details an Fahrerkabine und Kühlergrill am leichtesten durch die Felgen zu unterscheiden, die mit 10 statt bisher 8 Schrauben an den Bremstrommeln befestigt waren. Das Fahrzeug wurde -soweit bekannt- nur an die französische Armee geliefert, die 119 Stück im Jahr 1936 und 40 Stück 1937, jeweils als Pritschenwagen mit Plane, bestellte. Lieferungen an andere Kunden sind nirgendwo erwähnt.

### Berliet VDCTG11
Dieses Fahrzeug, eine Variante des Berliet VDCT16 mit Holzgasmotor, erhielt seine allgemeine Betriebserlaubnis am 13. April 1937. Er hatte einen wassergekühlten Vierzylinder-Holzgasmotor des Typs MKOG (Bohrung × Hub 100 × 130 mm, 4084 cm³ Hubraum, 11 Steuer-PS, effektive Leistung bei 2000/min. nicht angegeben). Der Radstand betrug 4,96, die Länge des Fahrzeugs 7,195 und die Breite 2,20 m. Das Leergewicht betrug 4710 kg, das höchstzulässige Gesamtgewicht 7900 kg, die Nutzlast 3200 kg. Es entstand lediglich ein einziges Fahrzeug, das Anfang 1938 an die französische Armee geliefert wurde.

### Originalquellen
Eine Publikation, in der alle vor 1945 gebauten Berliet-Typen individuell abgehandelt wären, gibt es nicht. Neben der unten erwähnten Literatur wurde auf folgende in der Fondation Berliet verwahrte Originalunterlagen zurückgegriffen:
- "Fiches des Mines": Es handelt sich um die Unterlagen zur Erteilung einer allgemeinen Betriebserlaubnis, hierfür ist in Frankreich der "Inspecteur des mines" sachlich zuständig. Diese Unterlagen sind chronologisch geordnet und nummeriert. Nicht zu jedem Typ bzw. Variante gibt es entsprechende Unterlagen, teils, weil sie wohl als Untervarianten eines Typs verstanden wurden, für den eine gesonderte Erlaubnis nicht erforderlich war, teils wohl, weil diese Unterlagen im Laufe der letzten 100 Jahre verlorengegangen sind. Bei Militärtypen gibt es Hinweise, dass eine Betriebserlaubnis direkt durch militärische Dienststellen erfolgte, was entsprechende "fiches des mines" überflüssig machte. Die Quellenbezeichnung lautet: "Fiches No...."
- "Etat des véhicules utilitaires et autobus declares aux mines depuis 1920", eine 15-seitige Zusammenstellung vom 1. Dezember 1941, enthält insbesondere die reservierten Chassisnummernbänder, die jedoch vielfach nicht vollständig ausgeschöpft wurden, einige Typen bzw. Varianten werden nicht erwähnt, Quellenbezeichnung lautet: "Etat S..."
- "Nombre de véhicules construits de 1930 à 1942", siebenseitige Zusammenstellung der zwischen 1930 und 1942 gebauten Stückzahlen an Nutzfahrzeugen, erstellt wohl 1943, erste Seite teilweise irreparabel verderbt, teilweise werden mehrere Typen bzw. Varianten zusammengefasst, Quellenbezeichnung lautet: "Nombre S...."

### Sonstige Literatur
- Monique Chapelle: Berliet. 1. Auflage. EMCE, Saint-Chamond 2016, ISBN 978-2-35740-049-8.
- Christophe Puvilland: Berliet 1905–1978, toute la gamme omnibus, autocars, autobus et trolleybus. 1. Auflage. histoire&collections, Paris 2008, ISBN 978-2-35250-059-9.
- François Vauvillier: Tous les Berliet militaires 1914–1940, vol.1: les camions. histoire&collections, Paris 2019, ISBN 978-2-35250-496-2.